# Megaselia zebrina
Megaselia zebrina är en tvåvingeart som beskrevs av Rudolf Beyer 1964. Megaselia zebrina ingår i släktet Megaselia och familjen puckelflugor. Inga underarter finns listade i Catalogue of Life.